# 羽越本線高速化
羽越本線高速化（うえつほんせんこうそくか）とは、白新線・羽越本線（日本海縦貫線）をミニ新幹線、あるいは軌間可変電車（フリーゲージトレイン）、在来線改良などによって高速化を目指す計画のことである。

## 経緯

### 交通の概況
山形県庄内地方は上越新幹線、山形新幹線、東北新幹線いずれの路線からも遠く、高速道路の整備も進んでおらず、庄内空港以外の高速交通網から取り残されつつあった。
東北地方における高速鉄道網の整備においては、1982年に東北新幹線が大宮駅－盛岡駅間で開業し、以後延伸を重ね2010年には東京駅から新青森駅までの全線が開通した。また、ミニ新幹線として1992年に山形新幹線が山形駅まで開業、1999年には新庄駅まで延伸開業し、1997年には秋田新幹線が開業するなど、整備されてきた。これにより東北地方と東京の間を往来する場合、多くの地域ではこのいずれかの路線を利用するようになり、以前よりも所要時間が短縮される効果が見られている。一方で庄内地方などの羽越本線沿線地域での東京との往来は、国鉄時代から羽越本線、信越本線、上越線、高崎線を経由するようにダイヤが組まれており、1982年の上越新幹線開業以降も新潟駅で在来線特急から上越新幹線に乗り換えるというダイヤが組まれてきた。庄内地方北部の主要駅である酒田駅から新潟駅までの所要時間は2013年3月改正のダイヤでも2時間10分前後で、上越新幹線に乗り換えて東京駅までは4時間30分前後を要しており、これは上越新幹線開業時とあまり変わっていない。なお、庄内地方と東京を往来するには新庄駅から山形新幹線を利用する選択肢もあるが、2013年3月改正のダイヤでは陸羽西線を走る列車は快速が1往復あるほかはすべて普通列車であり、さらに新庄駅で30分 - 1時間程度の待ち合わせが必要となっており、東京との往来に適しているとは言えない状況となっている。

### 方法の検討
1997年に羽越本線をミニ新幹線かフリーゲージトレインによって高速化する案が国会議員によって提案された。その後、1999年から2年間行われた運輸省（現・国土交通省）の新幹線直通運転化調査の7つの事業化調査区間の一つとして新潟 - 酒田間が選ばれた。
運輸省調査はフリーゲージトレインの事業化調査を行うものであったが、東日本旅客鉄道（JR東日本）は技術的に問題があるとしてミニ新幹線化について新潟・山形両県と検討することで合意。報告書でフリーゲージトレインのほか、ミニ新幹線についても試算され、概算整備費や短縮時間、輸送量、課題などがまとめられた。
新潟・山形両県は検討を進め、羽越本線高速化の具体的な方法や課題、事業スキームなどについて共同調査を行った。高速化の手法としてミニ新幹線化、フリーゲージトレイン化のほかに、新潟駅での新幹線と在来線の同一ホーム乗換工事とともに在来線改良を行った場合の3案について検討した。
こういった動きを受け、新潟県で2000年11月に羽越本線新幹線直通促進新潟地区期成同盟会が、2001年5月に山形県庄内地区期成同盟会が設立され、秋田県で2002年7月羽越本線新幹線直通促進秋田期成同盟会設立と続いた。

### 在来線高速化の決定
2006年3月に最終報告が出され、新潟駅新在同一ホーム乗換と在来線高速化改良が最も有効とされた。事業スキームとして国庫補助を活用してもミニ新幹線化、フリーゲージトレイン化では累積資金収支が30年以内に黒字に転換されないという結果となり、費用負担割合や事業費等の精査について進めることとなった。
同年11月、JR東日本新潟支社・秋田支社、新潟県、山形県、秋田県の担当者と有識者による検討委員会が設立された。すでに新潟駅付近連続立体交差事業が着手されていることから同一ホーム乗換えの工事を先行させることで認識が一致した。
2007年1月の会合では高速分岐器化やカント扛上、曲線半径の拡大など在来線改良について話し合われた。3月の会合ではJR側から車両計画について「別路線からの転用」「新車両導入」の2案が提出された。また後者の新車両案について、運行に必要とされる全8編成を新造した場合、振り子車両は約110億円、非振り子車両は72億円を要するとの試算も併せて提出された。これを受けて検討した結果、5月の最終会合において在来線改良と新在同一ホーム乗換え、車両については別路線からの転用案が適当との結論に至り、2007年6月に新潟県庁でまとめ挙げられている。

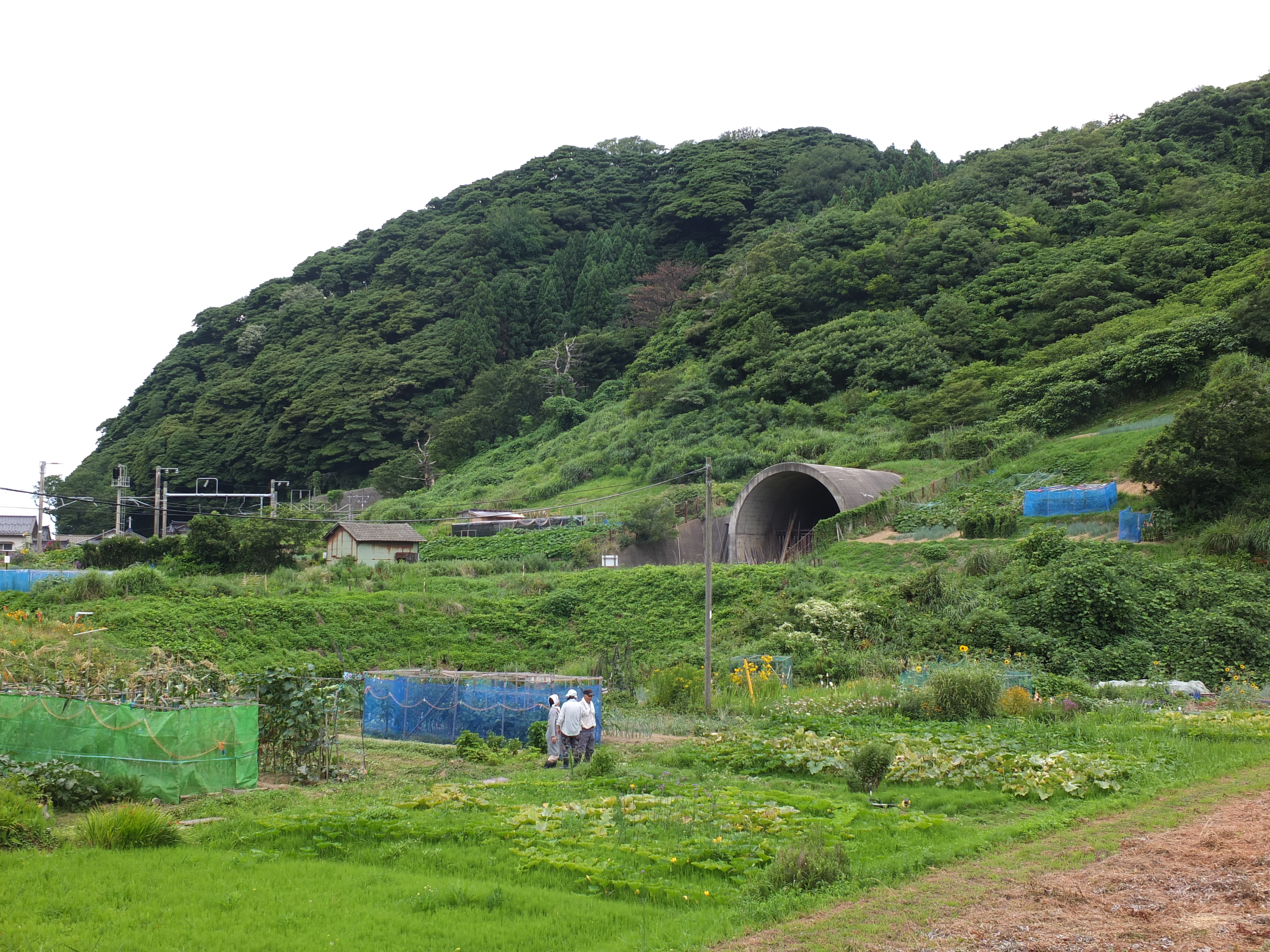
長年放置されている住吉山トンネル

また、振り子車両やフリーゲージトレインの導入、小岩川駅 - あつみ温泉駅間において既に竣工している2本のトンネル（小岩川駅側から住吉山トンネル、宮名トンネル）など、複線化用の施設活用については中期的課題となった。
「新潟駅付近連続立体交差事業」の事業開始当初は暫定供用開始時期を2013年度として、この際に同一ホーム乗換え化も実施される見込みであったが、工事の遅延等もあり、2012年春に各工程や竣工時期の見直しが実施された結果、暫定供用開始時期は2018年度に変更となった。そして、高架駅第一期開業が2018年4月15日に成された。
また、車両についても「いなほ」に運用されている485系を常磐線で使用していたE653系に順次置き換える旨が2013年6月26日にJR東日本新潟支社から発表され、新潟車両センターへの転属にあたって1000番台に改造した上で、2013年9月のダイヤ改正を前に団体臨時列車で運転開始、9月のダイヤ改正で7・8号の1往復に充当された。2014年7月11日には「いなほ」の全定期列車がE653系1000番台となり、485系での定期運用が終了した。
なお羽越本線は日本海縦貫線、および東北本線の迂回路として多くの貨物列車が走行されており、軌道の改軌を必要とするミニ新幹線方式を採用する場合はこれらの対策も必要となってくる。
| 内容                                       | 策定   | 開始                   | 終了                   | 事業主           |
| ------------------------------------------ | ------ | ---------------------- | ---------------------- | ---------------- |
| 新潟駅新幹線・在来線対面乗り換えホーム新設 | 2006年 | 2006年                 | 2018年                 | JR東日本・新潟市 |
| 未使用トンネルの活用                       | 2006年 | 未事業化（中期的課題） | 未事業化（中期的課題） |                  |
| 新型車両の導入                             | 2006年 | 2013年                 | 2014年                 | JR東日本         |
| フリーゲージトレインの導入                 | 2006年 | 見送り（中期的課題）   | 見送り（中期的課題）   |                  |

## 陸羽西線ミニ新幹線化
山形県庄内地方への高速鉄道整備については陸羽西線をミニ新幹線化する山形新幹線機能強化といった観点からも調査されていたが、庄内地方と内陸地方を直結することによる県内交流拡大には適しているものの、時間短縮にはあまり結びつかず、首都圏方面との時間短縮や採算面では羽越本線高速化の方が有効という結果となっている。